# مایک فراتلو
مایک فراتلو (انگلیسی: Mike Fratello؛ زادهٔ ۲۴ فوریهٔ ۱۹۴۷) بازیکن بسکتبال اهل ایالات متحده آمریکا است.
وی همچنین برندهٔ جوایزی همچون جایزه مربی سال ان‌بی‌ای شده‌است.